# Jan Pepelau
Jan Pepelau – drukarz działający w Krakowie w latach 80. XV wieku.
Według wzmianek archiwalnych Pepelau działał w Krakowie przynajmniej w latach 1483–1484. Nie zachowały się jednak żadne jego wydawnictwa. Być może wydawał druki popularne, jak modlitewniki, kalendarze, prognostyki, które ulegały stosunkowo szybkiemu zużyciu.